# Acha (Gelehrter)
R. Acha (auch: Achai; * 680; † 752) war ein jüdischer Gelehrter im gaonäischen Rang, oft auch als Gaon zitiert, obwohl er nie das Amt eines Gaons erlangte.
Er schrieb in Babylonien Scheiltot („Fragen“, „Problemstellungen“), eine in Palästina ca. 760 vollendete Darstellung der Halacha nach der Ordnung des Pentateuchs (nur unvollständig erhalten).
Von den Scheiltot hängen die umfangreicheren Halachot Pesuqot („Die entschiedenen Religionsgesetze“) des Jehudai Gaon († vermutl. 761) oder seiner Schüler und die Halachot Gedolot („Die großen Halachot“) ab, in denen die erste Liste der 613 Gebote und Verbote (Mizwot) des Judentums vorliegt.

## Ausgaben (Auswahl)
- Venedig 1546
- Dyrhenfurth 1786
- Wilna 1861 (mit Noten des R. Jesaia ben Löb Berlin)
- Versailles 1886 (hebräische Teilübersetzung nach dem aramäischen Original)
- She'iltot von Achai Gaon, herausgegeben von S. Mirsky, Sheeltot de Rab Ahai Gaon, 5 Bände, Jerusalem 1960–1977